# Porus (ort)
Porus är en ort i Jamaica.   Den ligger i parishen Parish of Manchester, i den centrala delen av landet, 70 km väster om huvudstaden Kingston. Porus ligger 128 meter över havet och antalet invånare är 5 923. Den ligger på ön Jamaica.
Terrängen runt Porus är huvudsakligen kuperad. Porus ligger nere i en dal. Runt Porus är det ganska tätbefolkat, med 207 invånare per kvadratkilometer. Närmaste större samhälle är Mandeville, 10,1 km väster om Porus. Omgivningarna runt Porus är en mosaik av jordbruksmark och naturlig växtlighet.